# Puchar Świata w Chodzie Sportowym 1965
3. Puchar Świata w Chodzie Sportowym – zawody lekkoatletyczne, które odbyły się 9 i 10 października 1965 w Pescarze (Włochy).
Puchar Świata, zwany wówczas od miejsca pierwszego finału Pucharem Lugano był zawodami drużynowymi. Rozgrywki w 1964 były zorganizowane w ten sposób, że najpierw rozegrano cztery zawody eliminacyjne, z których zwycięzcy zakwalifikowali się do finału. Drużyny, które w Pucharze Świata w 1963 zajęły pierwsze trzy miejsca, awansowały do finału bez udziału w eliminacjach
Zawody były rozgrywane na dystansach 20 kilometrów i 50 kilometrów. Startowali tylko mężczyźni. W każdej drużynie występowało trzech zawodników w danej konkurencji.

## Eliminacje
| Data                | Miejsce           | 1. miejsce | Rezultat | 2. miejsce     | Rezultat |
| 22 sierpnia 1965    | Frankfurt         | RFN        | 28 pkt   | Belgia         | 15 pkt   |
| 14/15 sierpnia 1963 | La Chaux-de-Fonds | Francja    | 28 pkt   | Szwajcaria     | 16 pkt   |
| 19 września 1965    | San Remo          | Włochy     | 24 pkt   | Czechosłowacja | 17 pkt   |
| 19 września 1965    | Poczdam           | NRD        | 30 pkt   | Bułgaria       | 11 pkt   |

## Finał
Zawody finałowe rozegrano 9 i 10 października 1963 w Pescarze.

### Rezultaty drużynowe
| 1. miejsce | Rezultat | 2. miejsce      | Rezultat | 3. miejsce | Rezultat | 4. miejsce | Rezultat | 5. miejsce | Rezultat | 6. miejsce | Rezultat | 7. miejsce | Rezultat |
| NRD        | 117 pkt  | Wielka Brytania | 87 pkt   | Węgry      | 64 pkt   | Szwecja    | 59 pkt   | Włochy     | 54 pkt   | RFN        | 43 pkt   | Francja    | 40 pkt   |

### Rezultaty indywidualne
|               | 1. miejsce      | Rezultat | 2. miejsce        | Rezultat | 3. miejsce       | Rezultat |
| Chód na 20 km | Dieter Lindner  | 1:28:10  | Antal Kiss        | 1:29:09  | Gerhard Sperling | 1:31:30  |
| Chód na 50 km | Christoph Höhne | 4:03:14  | Burkhard Leuschke | 4:06:02  | Abdon Pamich     | 4:06:41  |